# National Park Service
National Park Service (Służba Parków Narodowych) – biuro należące do Departamentu Zasobów Wewnętrznych Stanów Zjednoczonych (U.S. Department of the Interior).
Szefem tej służby jest dyrektor nominowany przez prezydenta i zatwierdzany przez Senat. Jej zadaniem jest dbanie o zasoby naturalne i historyczne kraju w taki sposób, by mogły służyć w nienaruszonym stanie także przyszłym pokoleniom. Została ustanowiona na mocy aktu prawnego Kongresu Stanów Zjednoczonych podpisanego przez prezydenta Woodrowa Wilsona 25 sierpnia 1916. W 2006 budżet National Park Service wynosił 2,256 miliarda dolarów.
Obszar będący w gestii National Park Service podzielony jest na 390 tzw. jednostek (ang. units) o łącznej powierzchni prawie 340 tysięcy km². Agencja zarządza wszystkimi parkami narodowymi, a także licznymi innymi jednostkami, do których należą pomniki narodowe, pola bitew, parki wojskowe, parki historyczne, miejsca historyczne, brzegi jezior, tereny rekreacyjne, rzeki widokowe, szlaki, a także Biały Dom. Dodatkowo, National Park Service zarządza dziewiętnastoma z dwudziestu czterech tras wchodzących w skład Narodowego Systemu Szlaków. Największą jednostką w gestii National Park Service jest Park Narodowy Wrangla-Świętego Eliasza na Alasce o powierzchni ponad 53 tysięcy km², zaś najmniejszą jest muzeum narodowe pamięci Tadeusza Kościuszki w Pensylwanii o powierzchni 81m². W roku 2013, jednostki National Park Service zanotowały łącznie 273 milionów wizyt.

Logo National Park Service

## Jednostki zarządzane przez National Park Service
Nazewnictwo jednostek zarządzanych przez National Park Service jest dość skomplikowane. Nazwy są nadawane przez Kongres Stanów Zjednoczonych w momencie ich tworzenia lub przez prezydenta Stanów Zjednoczonych, który na mocy ustawy z 1906 roku (tzw. Antiquities Act) ma prawo samodzielnie ustanawiać pomniki narodowe. Niektóre nazwy są opisowe, na przykład „brzeg jeziora” (ang. lakeshore), „brzeg morski” (ang. seashore) lub pole bitwy (ang. battlefield). Niezależnie od nazwy, wszystkie jednostki posiadają jednakowy stan prawny.

### Parki narodowe
Parki narodowe (ang. National Parks) obejmują zazwyczaj duże obszary środowiska naturalnego, często również o znaczeniu historycznym. Zabroniona na ich terenie jest działalność przemysłowa (np. górnictwo), a działalność rekreacyjna i komercyjna są ograniczone. Ze względu na ochronę przyrody zabronione są polowania.
- Przykład: Park Narodowy Yellowstone.

### Pomniki narodowe
Pomniki narodowe (ang. National Monuments) w odróżnieniu od innych terenów chronionych ustanawiane są dekretem prezydenta Stanów Zjednoczonych i obejmują tereny i obiekty o znaczeniu historycznym lub naukowym położone na terenach będących własnością lub pod kontrolą rządu federalnego. Niektóre pomniki narodowe są zarządzane nie przez National Park Service, ale przez inne agencje federalne.
- Przykład: Devils Tower National Monument.

### Rezerwaty narodowe
Rezerwaty narodowe (ang. National Preserves) obejmują tereny podobne do parków narodowych, jednak dozwolone jest na ich terenie górnictwo (np. wydobycie ropy naftowej czy gazu ziemnego) oraz polowanie na zwierzęta.
- Przykład: Narodowy Rezerwat Mojave.

### Narodowe miejsca historyczne
Zazwyczaj narodowe miejsca historyczne (ang. National Historic Sites) obejmują pojedynczy obiekt o znaczeniu historycznym. Większość z nich została ustanowiona przez Kongres Stanów Zjednoczonych, choć niektóre zostały utworzone decyzją Sekretarza do Spraw Wewnętrznych.
- Przykład: Narodowe miejsce historyczne: Dom Generała Benjamina Lincolna w Hingham w stanie Massachusetts.

### Narodowe parki historyczne
Narodowe parki historyczne (ang. National Historical Parks), zazwyczaj miejsca o znaczeniu historycznym obejmujące ochroną więcej niż pojedynczy obiekt.
- Przykład: Narodowy Park Historyczny Kanału Chesapeake i Ohio.

### Miejsca pamięci narodowej
Miejsca pamięci narodowej (ang. National Memorials) upamiętniają miejsca związane z pojedynczą osobą lub wydarzeniem. Ich położenie nie zawsze jest związane z historycznym miejscem lub wydarzeniem, które upamiętniają.
- Przykład: Miejsce pamięci narodowej Tadeusza Kościuszki w Filadelfii w stanie Pensylwania.

### Narodowe pola bitew
Narodowe pola bitew (ang. National Battlefields) upamiętniają miejsca lub budynki o znaczeniu wojskowym. Niekiedy można się również spotkać z przestarzałymi określeniami takimi jak „park narodowego pola bitwy” (ang. National Battlefield Park), „miejsce narodowego pola bitwy” (ang. National Battlefield Site) oraz narodowy park wojskowy (ang. National Military Park).
- Przykład: Narodowe Pole Bitwy pod Manassas upamiętniające bitwę pod Manassas.

### Cmentarze narodowe
W skład systemu zarządzanego przez National Park Service wchodzi również 14 cmentarzy narodowych (ang. National Cemetery), które zazwyczaj nie stanowią odrębnych jednostek, lecz są częścią większych obszarów chronionych.
- Przykład: Cmentarz Narodowy w Arlington

### Narodowe obszary rekreacyjne
National Park Service zarządza również siedemnastoma narodowymi obszarami rekreacyjnymi (ang. National Recreation Area, w skrócie NRA). Dwanaście z nich zawiera rozległe tereny wokół dużych akwenów i ich celem jest promowanie rekreacji wodnej. Pozostałe pięć obszarów rekreacyjnych znajduje się w pobliżu dużych aglomeracji miejskich i ich zadaniem jest ochrona środowiska naturalnego i obiektów historycznych, z jednoczesnym umożliwieniem rekreacji dużej liczbie ludności.
- Przykład: Narodowy Obszar Rekreacyjny w Górach Santa Monica w pobliżu Los Angeles w Kalifornii.

### Narodowe brzegi morskie
National Park Service zarządza również dziesięcioma narodowymi brzegami morskimi (ang. National Seashore), położonymi u wybrzeży Oceanu Atlantyckiego, Oceanu Spokojnego oraz Zatoki Meksykańskiej. Zazwyczaj na ich terenie dozwolone jest myślistwo.
- Przykład: Narodowy Brzeg Morski Wyspy Assateague.

### Narodowe brzegi jezior
Wszystkie narodowe brzegi jezior (ang. National Lakeshore) położone są u brzegów Wielkich Jezior Północnoamerykańskich.
- Przykład: Narodowy Brzeg Jeziora: Wydmy Indiany.

### Rzeki narodowe
Rzeki narodowe (ang. National River) zostały po raz pierwszy ustanowione w 1964 i w 1968 roku.
- Przykład: Rzeka Narodowa Buffalo.

### Drogi narodowe
Drogi narodowe (ang. National Parkway) obejmują drogi przebiegające przez szczególnie malownicze obszary oraz tereny przyległe.
- Przykład: George Washington Memorial Parkway.

### Narodowe szlaki
Narodowe szlaki (ang. National Trail) tworzą Narodowy System Szlaków i obejmują tereny chronione wzdłuż długodystansowych szlaków pieszych.
- Przykład: Szlak Appalachów.